# Anilios centralis
Espèce
Synonymes
- Ramphotyphlops centralis Storr, 1984
- Austrotyphlops centralis (Storr, 1984)

Anilios centralis est une espèce de serpents de la famille des Typhlopidae. 

## Répartition
Cette espèce est endémique du Territoire du Nord en Australie.

## Description
Anilios centralis mesure entre 165 et 306 mm dont entre 4 et 7 mm pour la queue. Son dos est brun pourpre s'éclaircissant vers sa face ventrale.

## Étymologie
Son nom d'espèce lui a été donné en référence au lieu de sa découverte, Alice Springs, dans le centre de l'Australie.

## Publication originale
- Storr, 1984 : A new Ramphotyphlops (Serpentes: Typhlopidae) from central Australia. Records of the Western Australian Museum, vol. 11, no 3, p. 313-314 (texte intégral).